# Lore Feininger
Lore Feininger, eigentlich Eleonore bzw. Leonore Helene (* 14. Dezember 1901 in Berlin; † 8. November 1991 ebenda) war eine in Berlin tätige deutsche Porträt- und Architekturfotografin. Lore Feininger war die erste Tochter des deutsch-amerikanischen Malers Lyonel Feininger und Halbschwester der Fotografen Andreas Feininger und Theodore Lux Feininger sowie des Musikwissenschaftlers Laurence Feininger.

## Leben und Werk
Lore Feininger wurde am 14. Dezember 1901 als erste Tochter von Lyonel Feininger und seiner ersten Frau Clara, geb. Fürst geboren. Lyonel Feininger lernte 1900 die Pianistin Clara Fürst, die Tochter des Malers Gustav Gerson Fürst über seinen Studienkollegen Edmund Fürst kennen und heiratete sie am 23. Februar 1901. Nachdem sich Lyonel Feininger 1905 von seiner Frau getrennt hatte, zog Clara Feininger ihre Töchter Elenore, genannt Lore und Marianne (geb. 1902) allein in Berlin auf.
1918 begann Lore Feininger mit dem Studium der Malerei an der Hochschule für die Bildenden Künste Berlin. Nach einem tödlichen Zwischenfall nahe ihrer Berliner Akademie durch Spartakisten „zerbrach mein Traumberuf gleich zu Anfang ...“, nachdem ihre Mutter sie daraufhin aus Vorsicht bei der mit der Familie befreundeten Porträtfotografin Suse Byk in Berlin in die Lehre gegeben hatte. Nach dreijähriger Ausbildung arbeitete sie bis 1924 im Atelier des Mode- und Porträtfotografen Karl Schenker. Bedingt durch die wirtschaftlichen Schwierigkeiten während der Hyperinflation 1923 musste sie das Atelier verlassen und arbeitete kurzfristig bei einer Berliner Bank.
Danach war sie beim Ullstein-Verlag Ende der 1920er Jahre als Entwicklerin im Fotolabor und als Porträtfotografin tätig. Im Jahr 1927 eröffnete sie ihr eigenes Fotoatelier für Porträt-, Architektur- und Objektfotografie. In dieser Zeit fertigte sie zahlreiche Porträtfotografien von Künstlern an. Unter anderem porträtierte sie auch ihren Vater Lyonel und ihren Halbbruder Theodore Lux im Bauhaus. Im Jahr 1930 nahm sie an der internationalen Fotografie-Ausstellung Das Lichtbild in München teil.
Während ihr Onkel Edmund Fürst mit Familie 1934 nach Palästina und ihr Vater Lyonel 1937 nach Amerika emigrierten, blieb Lore mit ihrer Mutter in Berlin. Ihre Mutter wurde als sogenannte "Geltungsjüdin" zunächst am 10. Januar 1944 nach Theresienstadt und von dort im Oktober 1944 nach Auschwitz deportiert und ermordet. Lore Feininger schreibt, dass ihre Mutter bei einem Fluchtversuch erschossen worden sei. Andreas Platthaus (2021) konstatiert ein merkwürdiges Desinteresse Lyonel Feiningers an dem Schicksal seiner Ex-Frau und seiner Töchter, von ihm sei keine Anstrengung für ihre Ausreise überliefert.
Von 1938 bis 1943 lehrte Lore Feininger an der Vereinigten Staatsschule für freie und angewandte Kunst. Sie arbeitete und lehrte in einem Fotolabor der Staatsschule in der Hardenbergstraße 33. Ihre Fotografien wurden auch während des Zweiten Weltkrieges in Zeitschriften und zur Ausstattung von Büchern verwendet. Lore Feininger wurde in Berlin zweimal ausgebombt, wobei im Jahr 1943 ihr Fotolabor und das Negativarchiv der Fotografin vollständig zerstört wurden.
Nach dem Zweiten Weltkrieg arbeitete sie in einem Fotolabor von 1945 bis 1949 für die US-Army. Als 1950 bekannt wurde, dass die neugegründete Hochschule für bildende Künste eine Fotoklasse einrichten will, hat sich auch Lore Feininger, neben Hans Cürlis und Fritz Eschen um eine Dozentur beworben. In der Folgezeit spezialisierte sie sich zunehmend auf Sach- und Architekturfotografie. Neben der Fotografie widmete sie sich auch der Liedkomposition und war Mitbegründerin des Internationalen Arbeitskreises Frau und Musik e.V.
Fotografien von Lore Feininger gehören zum Bestand zahlreicher Museen, unter anderem des Museum Folkwang und des Museum of Modern Art, das die Fotografien des Kunstsammlers Thomas Walther erworben und der Öffentlichkeit zugänglich gemacht hat.

## Autobiografie
Lore Feiningers 15-seitige Autobiografie ist das Dokument einer Künstlerin, deren Jugend vom Ersten Weltkrieg tangiert war und deren Werdegang vollends durch den Zweiten Weltkrieg dominiert wurde. Bei der ihr eigenen Leichtigkeit des Erzählens gehen erschütternde persönliche Erlebnisse fast unter. Dazu gehört die nüchterne Feststellung, nach Ausbombung als wohnungslose Frau fünfmal von russischen Soldaten vergewaltigt worden zu sein.

## Musik
Lore Feininger hinterlässt eine nicht geringe Zahl an (zumeist) Liedkompositionen des Unterhaltungsgenre, die sie in ihrer Autobiografie, Zuerst kam das Klavier, mit Titel und Jahreszahl aufzählt. Der Text ist in dem Band Komponistinnen in Berlin zum 750-jährigen Jubiläum der Stadt Berlin 1987 veröffentlicht, herausgegeben von den Musikfrauen e. V. Berlin.
Zu den meisten Liedern stammt auch der Text von ihr. Als Kind hatte sie zehn Jahre lang Klavierunterricht bei ihrer Mutter gehabt, einer Klavierschülerin von Artur Schnabel. Ihr später Beginn zu komponieren (1957) wurde, wie sie beschreibt, durch eine Art Wahrtraum nach dem Tod ihres Vaters ausgelöst, aus dem sie erwachte und ihr erstes Stück noch in der Nacht skizzierte. Ihre Musik hatte in Berlin öffentlichen Erfolg. Als sie bemerkte, dass immer wieder Stücke von ihr ohne Namensnennung "geklaut" wurden, so in einer Berolina-Sendung des Rundfunks, bei RIAS Berlin und in dem Film Siebzehn Jahr, blondes Haar, beantragte sie 1964 von der GEMA urheberrechtlichen Schutz, was ihr ab 1965 gelang. Aus den Anforderungen dieses Instituts entnimmt man, dass sie „öffentliche Auftritte“, „40 Kompositionen“ und „Harmoniestudium“ nachzuweisen hatte.
Ihre Kompositionen sind heute offenbar weder gesichtet noch veröffentlicht.

## Werke (Auswahl)
- Jack Smith-Saenger, Fotografie 1928
- Lyonel Feininger, Fotografie 1928

- Ilse Stobrawa, Fotografie 1929
- Kurt Schwitters, Fotografie 1929
- Erich Salomon, Fotografie 1930[18]
- Martha Reimann, Fotografie 1930
- T. Lux Feininger (Winter 1930/31), Fotografie 1931, 1933[19]
- Kurt Iller, Fotografie 1933
- Hans Brausewetter, Fotografie 1944
- Aribert Waescher, Fotografie 1944
- Jaro von Tucholka, Fotografie 1957